# Джума-мечеть (Ордубад)
Джума-мечеть (азерб. Cümə məscidi) — джума-мечеть XVII века, расположенная в самом центре города Ордубад в Азербайджане.
Мечеть окружена небольшим двориком, расположена на некотором возвышении и видна издалека. Входные двери в мечеть украшены вставками зелёных и зеленовато-голубых изразцов. Над главным входом в мечеть, с восточной стороны, вставлена надпись, в которой упоминается имя шаха Аббаса I, 1016 г. х. (1607/8 г.). Так, Хатембек Ордубады, носивший титул «Этимад-ад-доулэ», будучи главным визирем Аббаса I, выхлопотал у него в 1607/08 г. налоговый иммунитет — «муафи» городу Ордубаду, о чём и свидетельствует шахский указ, вырезанный над порталом Джума-мечети.

## Галерея

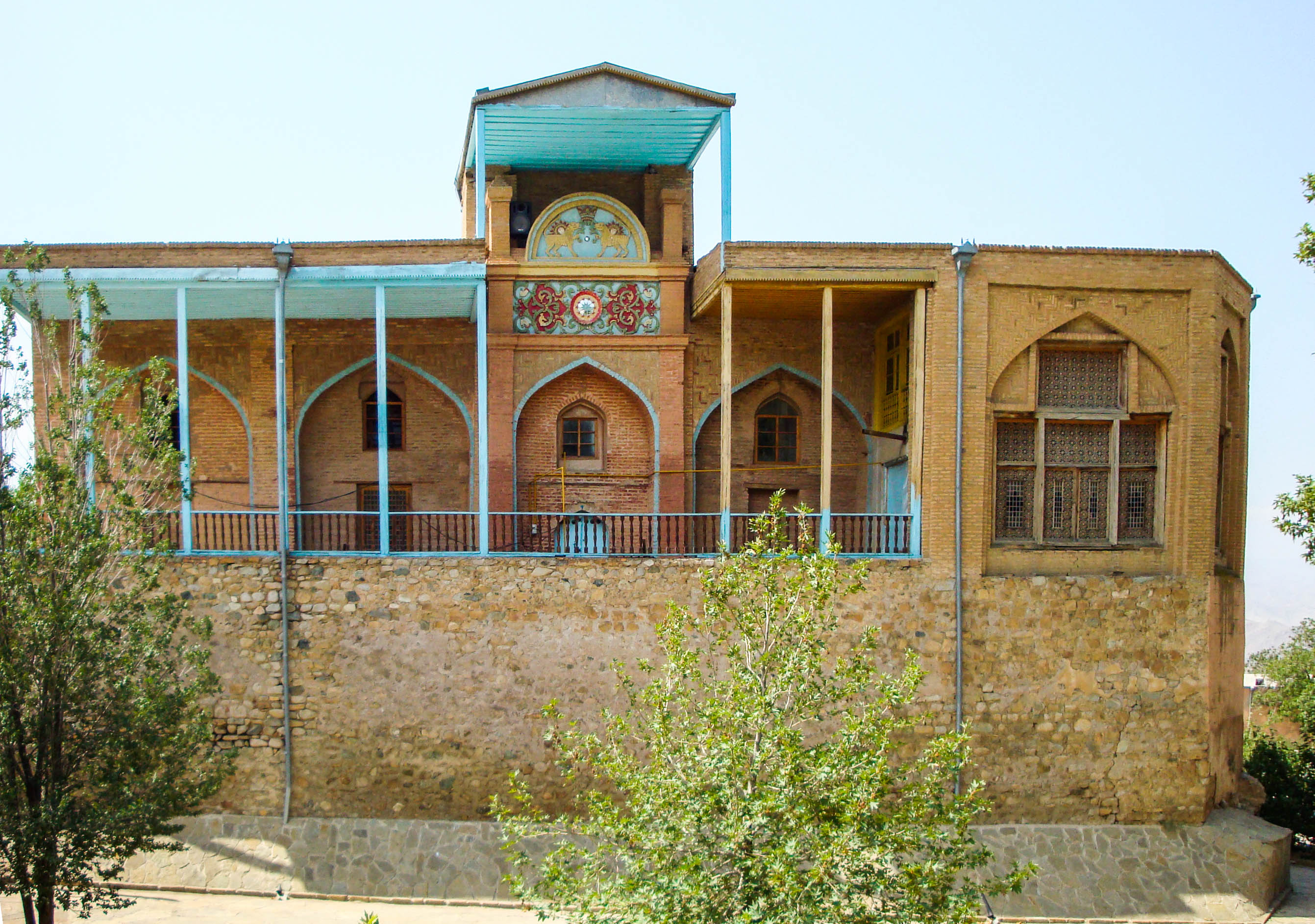
Вид с северной стороны
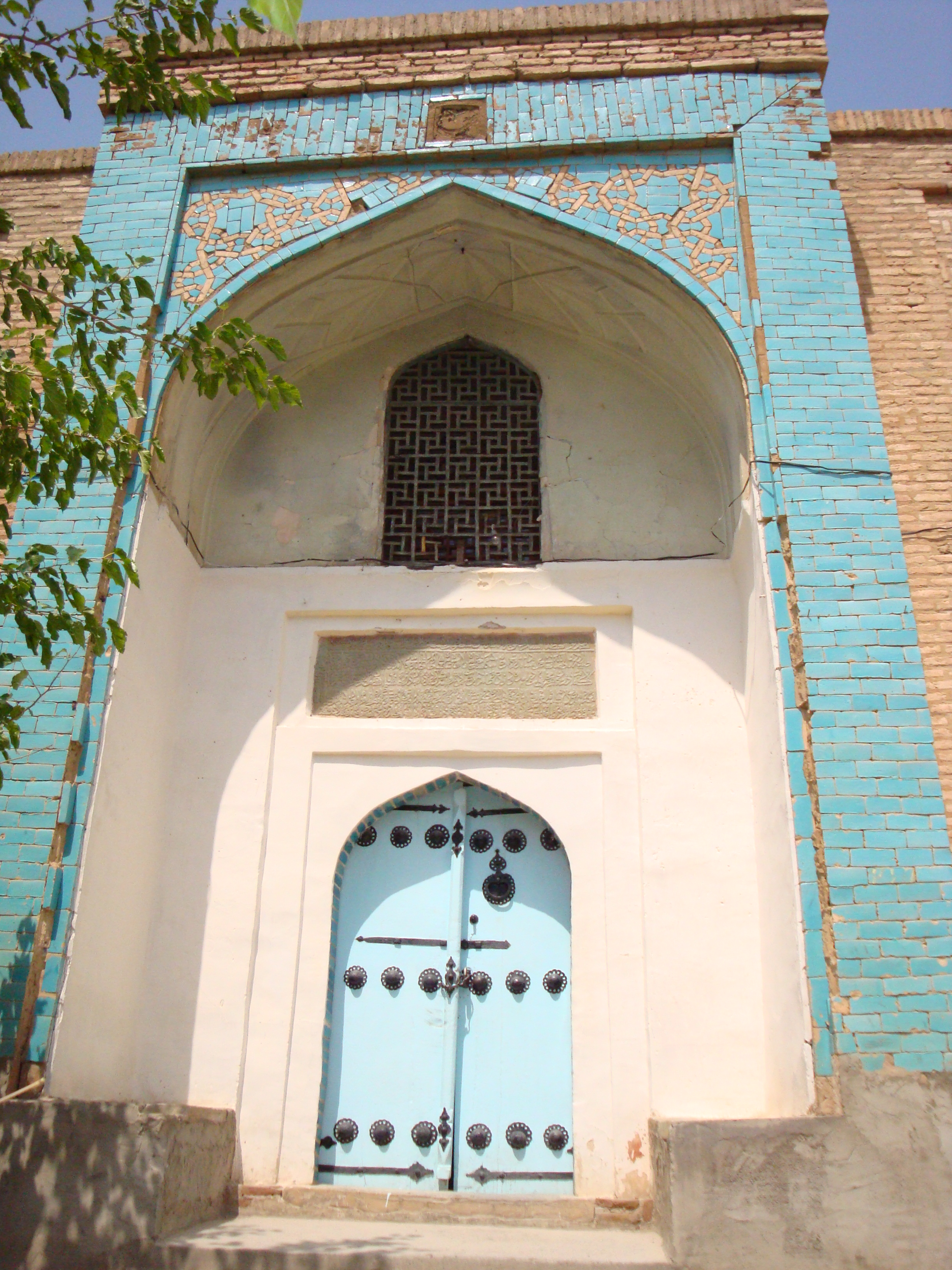
Главный вход в мечеть
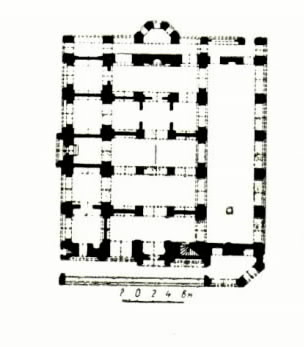
План